# Sunleif Rasmussen

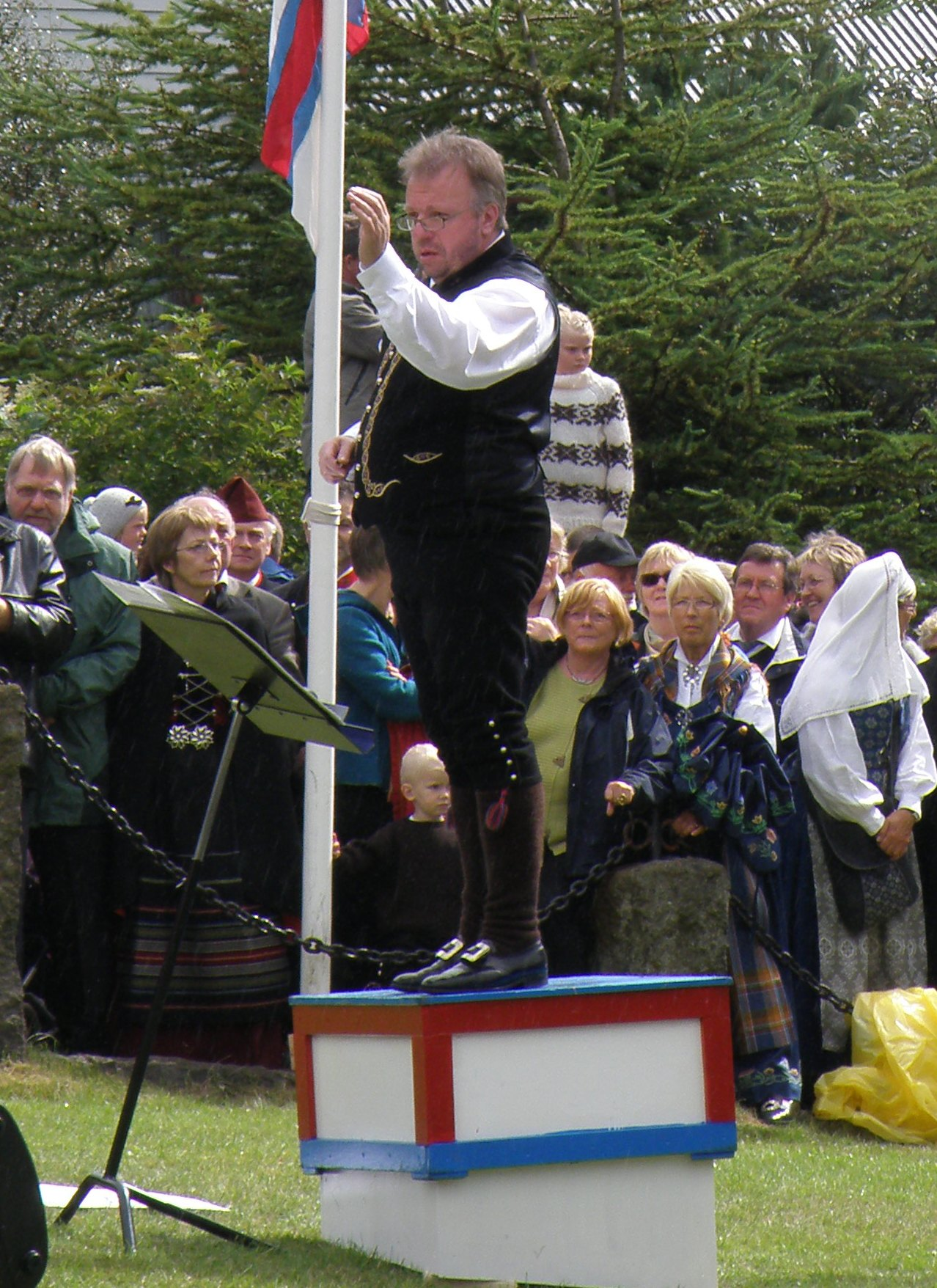

Sunleif Rasmussen (Sandur (Faeröer), 19 maart 1961) is een Deense componist. Hij is in wezen de eerste en belangrijkste componist op het gebied van klassieke muziek van de tot Denemarken behorende eilandengroep Faeröer.
Het muzikale leven op de eilanden beperkte zich tot de jaren 60 tot popmuziek en jazz; de muzikale basis voor de muziekloopbaan van Rasmussen bestaat dan ook uit die muziek; jazzopleiding krijgt hij in Noorwegen. Pas rond zijn vijfentwintigste “bekeert” hij zich tot de klassieke muziek en gaat studeren aan de Koninklijke Deense Academie voor Muziek in Kopenhagen. Hij krijgt daar van 1990 tot 1995 les van Ib Nørholm en Ivan Frounberg (elektronische muziek). Daarna wordt hij muzikaal nog gevormd aan IRCAM en maakt kennis met Spectral Music van Tristan Murail. Gedurende die periode komen ook de eerste composities van zijn hand.
Het leven op de Faeröer wordt beïnvloed door het weer; het weer verandert met de minuut. Het weer en de invloeden van de oceaan zijn dan ook terug te vinden in de werken van Rasmussen. Daarnaast vormt de volksmuziek van de eilandengroep de basis van zijn muziek. Hij citeert niet letterlijk uit die muziek, maar gebruikt de basis om daar zelf een compositie uit op te bouwen. In aanvulling hierop put Rasmussen dan nog uit literatuur  en andere kunstvormen van bewoners van de eilanden. Veel van zijn werken zijn dan ook geïnspireerd op werken van allround kunstenaar William Heinesen.

## Composities
Hij heeft vanaf het begin van componeren diverse voornamelijk Deense prijzen in de wacht gesleept. Zijn symfonie nr. 1 "Ocean Days" leverde hem een internationale prijs op (Nordic Council). Er zijn enige opnamen verschenen, doch grotendeels op platenlabels uit Scandinavië (BIS Records) en Denemarken (Dacapo).

### Orkest
- 1990: Grave - In memoriam Karsten Hoydal, voor klarinet, strijkers en percussie
- 1995: Vox Humana, the song of the sea - for orchestra and tape
- 1995-97: Symfonie nr. 1 Oceanic Days
- 2003: De grædendes nat, voor kinderkoor en orkest
- 2004: Movings and Melodies

### Soloinstrument
- 1992-93: Landid voor sopraan en orkest
- 1996: Tilegnelse voor mezzosopraan en orkest
- 2000: Rejsen voor sopraan en orkest
- 2001: Saxofoonconcert Dem Licht entgegen
- 2004: Vioolconcert Songs of Seasons

### Kamermuziek
- 1999: Trauer und Freude
- 2000: Surrounded
- 1989: Fantasi yvir Tívilsdøtur voor klarinet en hoorn
- 1989-90: Strijkkwartet nr. 1
- 1990: Vetrarmyndir voor fluit, hobo, klarinet, fagot, hoorn, en piano
- 1991: Tid, ild, baglæns (Tijd, vuur, achterwaarts) voor twaalf zangers en tape
- 1995: Cantus Borealis voor blaaskwintet
- 1995: Dancing Raindrops voor klarinet, piano en viool
- 1998: Pictures from the sea’s garden voor saxofoon en percussie
- 1999: Mozaik/Miniature voor fluit, klarinet, piano en viool
- 2000: Strijkkwartet nr. 2 Sunshine and Shadows
- 2002: Nordisk Fanfare voor twee hoorns, twee trompetten, trombone en tuba
- 2002: Engführung voor kamerkoor, piano en cello
- 2003: Four Gardens voor fluit, hobo, klarinet, fagot, piano, viool, altviool en cello

### Soloinstrument
- 1992: Echoes of the Past voor vioolsolo
- 1993: A light is lit voor orgel en tape
- 1993: Like the golden sun voor piano en geluidseffecten
- 1997: Chaindance with Shadows voor elektronisch versterkte piano
- 2001: Le psaume salé voor saxofoon en tape
- 2007: Suite voor gitaar en geluidseffecten

### Zang
- 1982-89, revised 1992: 5 færøske korsange voor kamerkoor of gemengd koor
- 1983, revised 1993: Vár voor sopraan, variton en kamerkoor met fluit en klarinet
- 1995: Psalm 8 voor solisten, koor en orgel
- 1996: Creatio caeli et terrae. Dies unus voor drie koren
- 1999: Arktis voor mezzosopraan, klarinet, percussie, harp en cello

### Opera
- 2006: Í Óðamansgarði; de eerste opera van Faeröerse componist; première in Tórshavn

- Bibliothèque nationale de France: cb16584634f (data)
- CiNii: DA16668598
- Gemeinsame Normdatei: 124057942
- International Standard Name Identifier: 0000 0000 7867 6669
- Library of Congress Control Number: nr94021739
- Nationale Bibliotheek van Letland: 000176930
- MusicBrainz: 327320a4-b6d2-4aa3-a968-fccfe32752ab
- Nationale Bibliotheek van Israël: 987007337892405171
- Système universitaire de documentation: 188205055
- Virtual International Authority File: 208149294370180522427